# San Giorgio di Nogaro
San Giorgio di Nogaro (Sant Zorç di Noiâr in friulano standard, San Zorz nella variante locale) è un comune italiano di 7 293 abitanti del Friuli-Venezia Giulia.

## Geografia fisica
Situato nella Bassa Friulana centrale, è bagnato dal fiume Corno. 
Il territorio comunale confina a nord con Porpetto, a sud-ovest con il comune di Carlino, a sud-est con quello di Torviscosa.
Due chilometri più a sud è situato Porto Nogaro, attivo porto marittimo i cui ambiti portuali giungono sino al Corno, nella Bassa Friulana. Era un centro molto importante nell'antichità per il passaggio da Porto Nogaro.
Questo porto, capace di accogliere navi adibite alla navigazione marittima internazionale ed aventi sino anche a 7000 tonnellate di stazza lorda, contende per poche centinaia di metri a Monfalcone la caratteristica di porto commerciale più settentrionale del Mediterraneo. Infatti l'estremità nord della banchina operativa di Porto Nogaro si trova a 45°47'59" nord mentre la zona fra la banchina operativa di Monfalcone e la prospiciente banchina di allestimento dei cantieri navali di quella città è alla latitudine di 45°47'35", una differenza di meno di mezzo miglio nautico.

## Storia
San Giorgio di Nogaro ha origini molto antiche documentate da numerosi ritrovamenti archeologici. La zona faceva parte dell'area soggetta alla città di Aquileia, di qui passava la via romana Annia che univa Padova ad Aquileia e lungo la quale si sono sviluppati i quattro nuclei abitativi più antichi: Chiarisacco, Zuccola, Borgo di Sopra, Zellina. Nei secoli successivi l'espansione urbana si sposta più a Sud, dove si trova attualmente San Giorgio il cui toponimo ha origini altomedievali.
Il culto del celebre martire orientale viene introdotto in occidente dai Bizantini, il cui dominio in Friuli ha preceduto l'invasione longobarda. La leggenda della fanciulla che egli libera dal drago si afferma al tempo dei Crociati quando il culto del Santo, che fornisce la propria assistenza ai soldati cristiani, si impone con maggiore intensità. Il nuovo Calendario romano generale (1969) ha conservato la festa il 23 aprile.
In epoca medievale San Giorgio di Nogaro segue le sorti della Regione che vede, dapprima, il dominio dei Patriarchi di Aquileia ed, in seguito, quello della Repubblica di San Marco. Un momento decisivo della storia di San Giorgio è rappresentato dalla Dieta di Worms, nel 1521. In questa occasione San Giorgio, insieme ad altre ville friulane, viene ceduto all'Austria.
Nella primavera del 1795 un'epidemia indefinita colpì la popolazione, portando ad un aumento delle morti del 200% rispetto agli anni precedenti: probabilmente la causa fu l'esposizione all'aria malsana originatasi dalla scorretta sepoltura dei defunti nei pressi della città, unita anche alla tendenza della popolazione a rifiutare le cure per diverse malattie. Durante questo periodo, un monastero femminile di Venezia chiese la realizzazione di una statua della Vergine da donare al paese: al termine dell'epidemia e una volta scioltosi il voto dei cittadini nei confronti della Vergine, la statua venne posta sull'altare nell'attuale chiesa dell'Addolorata. Ancora ad oggi, nella ricorrenza della festa in suo onore, il paese realizza una processione della statua accompagnata da canti sacri tramandati da generazioni.
In seguito alla Terza guerra d'indipendenza, San Giorgio diventa Comune di confine con il Friuli Orientale rimasto all'Austria. Grazie alla sua posizione di confine a San Giorgio si sviluppa tutta una serie di commerci locali e internazionali, di attività mercantili, portuali e terrestri, di attività artigianali con riflessi positivi anche sullo sviluppo della produzione agricola.
Durante la prima guerra mondiale, dal 13 febbraio 1916 fino alla ritirata di Caporetto, San Giorgio di Nogaro fu sede dell’Università Castrense, alla cui nascita contribuirono Giuseppe Tusini ed Elena D'Orleans, la quale soggiornò tra il 1916 ed il 1917 presso Villa Dora. L'attività afferente all’ambito medico e chirurgico si svolgeva sia in strutture provvisorie, sia in edifici adibiti a quell’uso o a destinazione sanitaria vista la prossimità al fronte. Gli studenti delle classi di leva regolarmente iscritti al V e VI anno della facoltà di Medicina che confluirono alla locale Scuola Medica da Campo provenivano da varie sedi universitarie italiane. I medici laureati sono stati 1.200, e da San Giorgio partivano per i campi di battaglia dove c'era sempre più bisogno della loro opera. Presso la sala consiliare del Municipio di San Giorgio è ancora oggi presente una lapide commemorante il sacrificio di molti di questi giovani che morirono in battaglia.
Nel primo dopoguerra la risorsa principale del comune rimane l'agricoltura, attorno alla quale gravitavano gran parte delle aziende artigianali e le piccole industrie. Nel 1926 per ricordare i caduti fu realizzata da Aurelio Mistruzzi una grande scultura in bronzo, posizionata in corrispondenza della grande fontana realizzata davanti all'edificio del municipio; la statua rappresenta un combattente che riposa dopo la vittoria ma con gli occhi vigili verso ogni nuova minaccia.
Il secondo conflitto mondiale porta con sé una grave crisi economica: ne è un sicuro indizio il costante aumento dell'emigrazione; al contempo, in seguito all'arrivo delle truppe di Tito da est, venne creato nei pressi della frazione di Porto Nogaro il Villaggio Giuliano luogo di residenza per 32 famiglie rifugiate da luoghi quali Istria e Dalmazia ed inaugurato nell'agosto del 1950.
Negli ultimi decenni San Giorgio ha iniziato una sensibile ripresa anche grazie all'istituzione di una zona industriale denominata Aussa-Corno per la sua dislocazione geografica nel triangolo compreso tra la foce dei due fiumi (l'Aussa ed il Corno)
Nel Comune di San Giorgio di Nogaro in particolare prima nella Frazione di Porto Nogaro poi in seguito spostato nella Zona Industriale Ausa-Corno risiede unico Porto Fluviale Commerciale della Provincia di Udine 
Nel 1968 vi venne aggregata la borgata Planais, già parte del comune di Torviscosa.

### Simboli
Lo stemma e il gonfalone sono stati concessi con decreto del presidente della Repubblica del 1º febbraio 1957. Il gonfalone è un drappo di azzurro.

## Monumenti e luoghi d'interesse

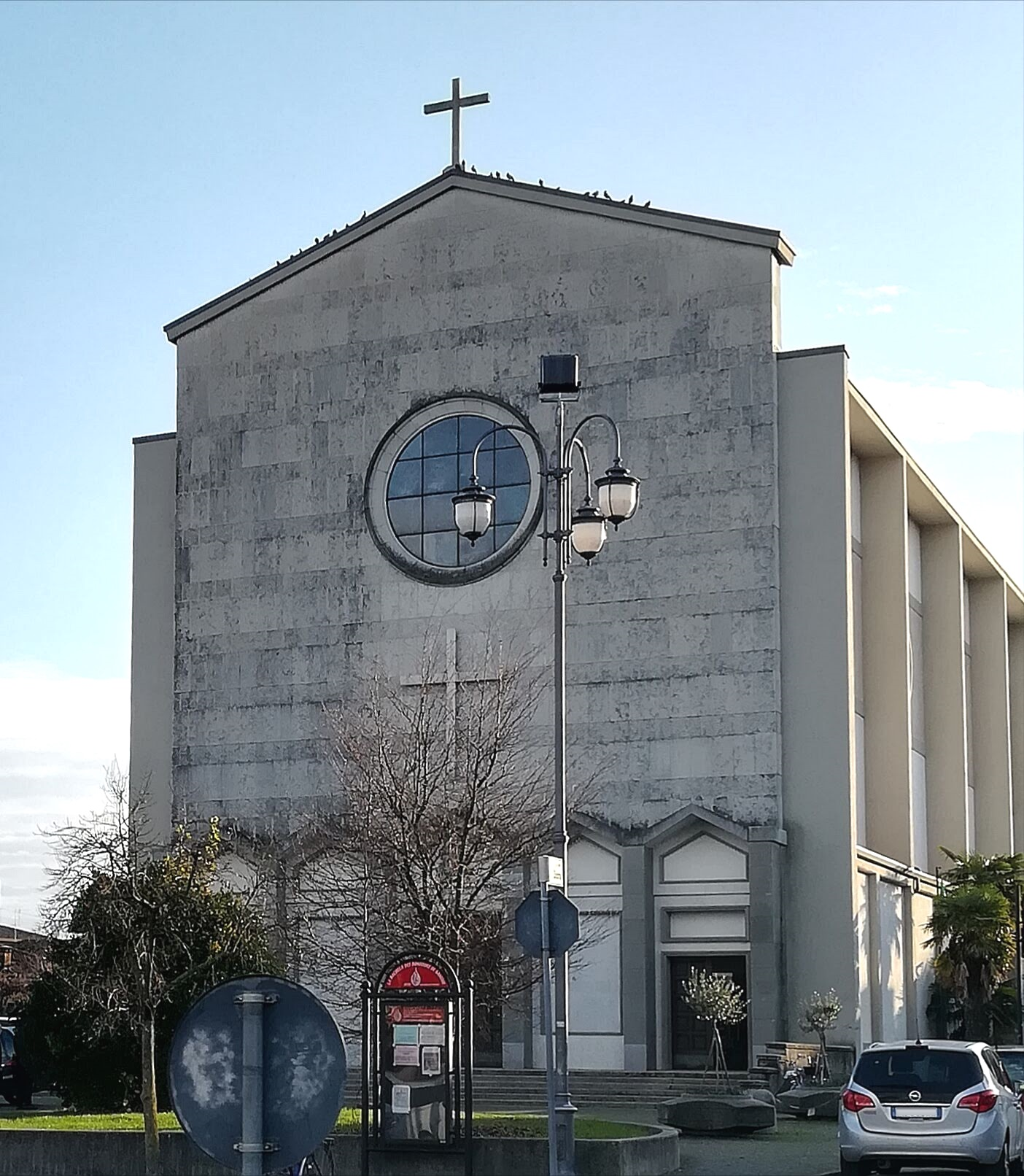
La chiesa di San Giorgio Martire

- Chiesa di San Giorgio Martire, nota anche con il titolo di duomo è la parrocchiale, facente parte della forania della Bassa Friulana.[14]
- Chiesa della Madonna Addolorata[15]
- Chiesa di San Leonardo a Porto Nogaro

### Architetture civili
- Villa Dora
- Biblioteca comunale "Villa Dora"
- Stazione di San Giorgio di Nogaro
- Scuola primaria "Giuseppe Ellero"
- Scuola secondaria di primo grado "Nazario Sauro"
- Istituti Tecnico e Professionale "Arturo Malignani"

## Società

### Evoluzione demografica
Abitanti censiti

Secondo i dati ISTAT al 31 dicembre 2023 la popolazione straniera residente era di 614 persone.
Le nazionalità maggiormente rappresentate in base alla loro percentuale sul totale della popolazione residente erano:
- Romania, 211
- Bangladesh, 45
- Macedonia del Nord, 40
- Albania, 32
- Croazia, 31
- Ucraina, 25

### Lingue e dialetti
A San Giorgio di Nogaro, accanto alla lingua italiana, la popolazione utilizza la lingua friulana. Ai sensi della Deliberazione n. 2680 del 3 agosto 2001 della Giunta della Regione autonoma Friuli-Venezia Giulia, il Comune è inserito nell'ambito territoriale di tutela della lingua friulana ai fini della applicazione della legge 482/99, della legge regionale 15/96 e della legge regionale 29/2007.
La lingua friulana che si parla a San Giorgio di Nogaro rientra fra le varianti appartenenti al friulano centro-orientale ed è caratterizzata nella pronuncia dall'uso della Z al posto della C.

## Economia

### Abbigliamento
L'azienda Bernardi ha aperto il suo primo punto vendita, chiamato "il balòn", a San Giorgio di Nogaro.
Il 31 marzo 2015, viene reso noto dal Messaggero Veneto - Giornale del Friuli che la multa non pagata, la quale ha portato al fallimento del Gruppo Bernardi, sarebbe stata un errore del fisco.

### Artigianato
Per quanto riguarda l'artigianato, San Giorgio di Nogaro è rinomato per la produzione di ceramiche e di terrecotte.

### Industria
Per quanto riguarda l'industria nel territorio comunale è presente una zona densa di insediamenti che variano dalla siderurgia alla nautica alla lavorazione plastiche.
Vi ha sede la società Birra Castello S.p.A.

### Turismo
Data la sua posizione a pochi chilometri dalla laguna di Marano e dalle isole di sant'Andrea e porto Buso, essendo bagnata dal Mare Adriatico, San Giorgio ha visto fiorire nella sua recente storia la nascita di svariate darsene e alloggi turistici che trovano il loro maggior afflusso turistico nei periodi estivi da parte di vacanzieri provenienti maggiormente da Austria e Germania.

## Infrastrutture e trasporti
Al chilometro 483,0 dell'Autostrada A4 c'è un casello nominato "San Giorgio di Nogaro - Porpetto", anche se si trova interamente nel comune di Porpetto.
Il territorio comunale è attraversato da Est a Ovest dalla Strada statale 14 della Venezia Giulia.
In passato San Giorgio di Nogaro era collegata a Palmanova tramite la Ferrovia Palmanova-San Giorgio di Nogaro. Attualmente è attiva la stazione sulla linea Venezia-Trieste dove fermano solo i treni regionali.

## Amministrazione

### Sindaci dal 1994
| Periodo | Periodo   | Primo cittadino   | Partito                                                                     | Carica  | Note                                                                            |
| ------- | --------- | ----------------- | --------------------------------------------------------------------------- | ------- | ------------------------------------------------------------------------------- |
| 1994    | 1998      | Tonino Occhioni   | progressisti                                                                | Sindaco |                                                                                 |
| 1998    | 2003      | Tonino Occhioni   | coalizione di Centrosinistra                                                | Sindaco |                                                                                 |
| 2003    | 2018      | Pietro Del Frate  | Lista civica                                                                | Sindaco | è stato in carica per quattro mandati.                                          |
| 2018    | 2021      | Roberto Mattiussi | Lista civica                                                                | Sindaco | il consiglio comunale è stato sciolto per le dimissioni rassegnate dal sindaco. |
| 2021    | in carica | Pietro Del Frate  | coalizione San Giorgio Democratica Ecologista Progressista - Lista Bonetto. | Sindaco |                                                                                 |

### Gemellaggi
- Völkermarkt, dal 2008[24]
- Mezőhegyes

## Sport
- Società Sportiva Sangiorgina